# Спілка композиторів СРСР

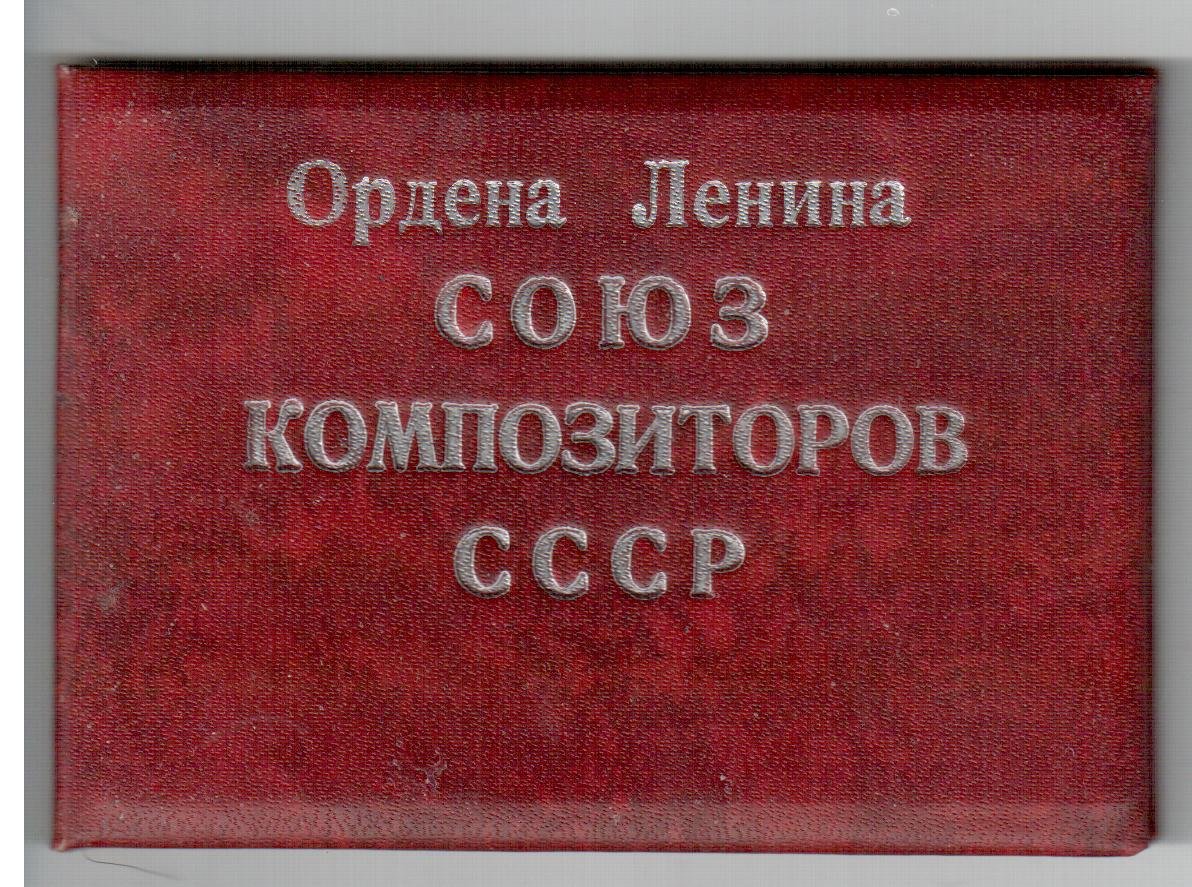
Членський квиток (1990 р.)

Спілка композиторів СРСР (рос. Союз композиторов СССР (СК СССР)) — єдине творче об'єднання радянських композиторів і музикознавців, до 1957 називався Союзом радянських композиторів СРСР.
Утворена відповідно до Постанови ЦК ВКП(б) від 23 квітня 1932 р. про перебудову літературно-художніх організацій. До 1948 року роботою СРК СРСР керував Оргкомітет. Перший з'їзд Союзу композиторів відбувся 19 — 25 квітня 1948 у Москві.

## Засади діяльності
Основними завданнями Спілки композиторів вважалися:
|  | - Згуртування й об'єднання радянських композиторів і музикознавців з метою створення ідейних і високомистецьких музичних творів, що відбивають життя й ідеали радянського народу; - Утвердження в радянській музичній творчості принципів соціалістичного реалізму, творчий розвиток найкращих традицій світової і, у першу чергу, російської музичної класики й народної музики; - Розвиток радянського музикознавства на теоретичній основі марксизму-ленінізму; - Розвиток братніх національних культур радянських народів; - Утвердження провідної прогресивної ролі радянської музики у процесі боротьби проти впливу буржуазної ідеології; - Зміцнення творчих зв'язків із закордонними прогресивними музичними організаціями й діячами; - Ідейно-політичне й художнє (професійне) виховання радянських композиторів і музикознавців; - Суспільно-творчий вплив на інші музичні установи й організації; - Поліпшення умов життя й праці членів СК СРСР, допомога в охороні їх авторських прав. |

Історія Спілки композиторів засвідчила випадки, коли відхилення від вищезазначених засад ставали причиною жорсткої критики на адресу композиторів. Зокрема 28 січня 1936 у редакційній статті газети «Правда» «Сумбур замість музики» було засуджено оперу Д. Д. Шостаковича «Леді Макбет Мценського повіту» за «антинародний», «формалістичний» характер. А 10 лютого 1948 у Постанові ЦК ВКПб про оперу «Великая Дружба» Мураделі, було охарактеризовано ознаки «формалістичної музики», як такої, що «веде до збідніння й занепаду музики».
В пізніші часи відомим прикладом ідеологічного контролю СК СРСР стала так звана «Хрєнніківська сімка» — група із семи композиторів, чия музика була заборонена до виконання на радіо, телебаченні й у концертних організаціях після доповіді Т. Хрєнникова (1979), який заявив, що музика цих авторів написана «тільки заради незвичайних тембрових комбінацій й ексцентричних ефектів».

## Структура
Вищим керівним органом СК СРСР був з'їзд радянських композиторів; у перервах між з'їздами роботою Союзу керувало правління, що обиралося на з'їзді, у свою чергу, що обирала зі свого середовища секретаріат на чолі з першим (до 1957 — генеральним) секретарем.
Спілка композиторів СРСР мала свої регіональні організації в республіках Радянського Союзу (зокрема Спілка композиторів УРСР, Спілка композиторів РСФРР і т. д.), в автономних республіках, а також в окремих містах.
Загальну відповідальність перед правлінням і секретаріатом СК СРСР ніс Музичний фонд СРСР. Друкованими органами СК СРСР були щомісячник «Советская музыка» і двотижневий журнал «Музыкальная жизнь».

## Керівництво
Посаду першого (генерального) секретаря СК СРСР із 1948 по 1991 беззмінно займав Тихон Миколайович Хренніков. До складу правління й секретаріату в різний час входили Б. В. Асаф'єв, Д. Б. Кабалевський, Д. Д. Шостакович, А. І. Хачатурян, інші відомі композитори.
Після Розпаду СРСР Спілка композиторів СРСР припинила своє існування. Її правонаступницею оголосила себе Спілка композиторів Росії. В Україні продовжує свою діяльність Національна спілка композиторів України.